# 大青琥铂螺
大青琥铂螺（学名：Succinea magnaciana）为琥铂螺科琥珀螺属的动物，是中国的特有物种。分布于四川、长江流域一带等地，生活环境为陆地，主要生活于阴暗潮湿多腐殖质的灌木草丛中、石块或落叶下以及树洞或石缝中。